# Llengua fur
El fur és una llengua fur, branca de la família de les llengües niloticosaharianes del Darfur, parlada per unes 750.000 persones de la tribu fur, principalment al Sudan.

## Fonologia
|           |           | Labial | Labial | Coronal | Coronal | Palatal | Palatal | Velar | Velar | Glotal | Glotal |
| --------- | --------- | ------ | ------ | ------- | ------- | ------- | ------- | ----- | ----- | ------ | ------ |
| oclusiva  | sorda     | p~f    | p~f    | t       | t       |         |         | k     | k     | ʔ~h    | ʔ~h    |
| oclusiva  | sonora    | b      | b      | d       | d       | ɟ       | ɟ       | g     | g     |        |        |
| fricativa | fricativa | f~p    | f~p    | s, (z)  | s, (z)  |         |         |       |       | h~ʔ    | h~ʔ    |
| nasal     | nasal     | m      | m      | n       | n       | ñ       | ñ       | ŋ     | ŋ     |        |        |
| sonorant  | sonorant  | w      | w      | l, r    | l, r    | y       | y       |       |       |        |        |